# 楊九澤
楊九澤（1498年—1556年1月23日），字子德，陝西西安府華州華陰縣人，民籍，明朝政治人物。

## 生平
嘉靖四年（1525年）乙酉科陝西鄉試第二十七名舉人。嘉靖十七年（1538年）中式戊戌科會試第二百五十四名，登三甲第三十七名進士。十八年授洪洞县知县，二十一年十一月选授山东道試御史，巡按浙江，二十五年监臨浙江鄉試，二十七年巡按福建，二十八年四月以诏安擒获海贼奏捷，因以违例奏捷，降二级调外任。歷升南京户部主事、员外郎、工部郎中，出为河南按察司佥事、睢陳兵備，嘉靖三十四年腊月十二（1556年1月23日）嘉靖大地震中遇難。

## 家族
曾祖楊輝，字孟春，舉人，署茂州學正事；祖父楊伸，字時用，壽官；父楊盡忠（1468年-1544年），字廷直，别号恕斋；母劉氏；繼母王氏；繼母李氏。具庆下。弟九疇、九經。從弟九渊、九功、九围、九山、九官、九韶。